# غيرترود وارنر
غيرترود وارنر (بالإنجليزية: Gertrude Warner)‏ هي ممثلة أمريكية، ولدت في 2 أبريل 1917 في هارتفورد في الولايات المتحدة، وتوفيت في 26 يناير 1986 في نيويورك في الولايات المتحدة بسبب سرطان.